# 4-1-3-2
Il 4-1-3-2 è un modulo di gioco del calcio. Consiste nello schierare quattro difensori, un mediano, tre trequartisti e due attaccanti.

## Il modulo
In tale sistema di disporsi in campo, riveste un ruolo fondamentale il regista "basso" (ossia più vicino alla linea difensiva), il quale deve dettare i tempi di gioco ai compagni, impostando la manovra con passaggi rapidi oppure con lanci verso gli esterni o le punte. Inoltre deve fungere da schermo per i difensori; in questo viene coadiuvato dalle mezzali e dal trequartista (o centrocampista avanzato).
Inoltre sono molto importanti i terzini, i cui compiti sono in copertura e di spinta, per supportare la manovra d'attacco. Devono pertanto essere dotati di senso tattico, oltre che di capacità muscolare ed atletica.
Infine, se l'asse centrale deve rimanere lucido ed impedire sbilanciamenti alla squadra, gli interni di centrocampo sono un'arma offensiva: devono infatti smarcarsi ed inserirsi, le loro qualità necessarie sono fantasia, dribbling, ma anche sacrificio e resistenza.

## Squadre che hanno utilizzato il 4-1-3-2
- L'Inghilterra di Alf Ramsey vincitrice del campionato del mondo 1966 adottava questo modulo: il "vertice basso" del centrocampo era rivestito da Stiles, le mezzali erano Ball e Peters, mentre Bobby Charlton operava da fantasista[3]
- Il Porto nella stagione 2016-2017, con alla guida Nuno Espírito Santo[2]
- Il Cagliari di Rolando Maran nella stagione 2018-2019[1]